# Katwoude

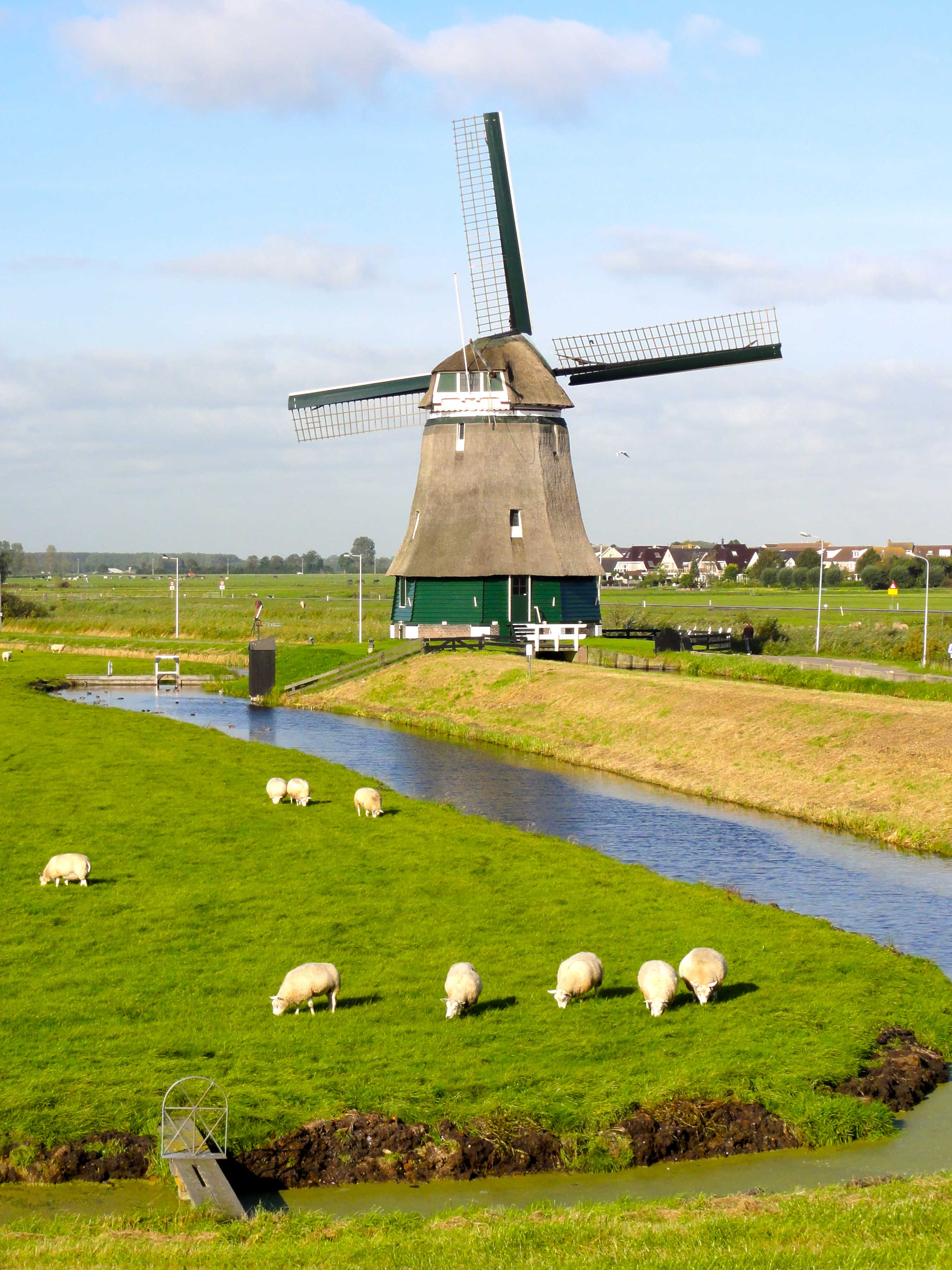
Katwoude: il mulino "De Kathammer"

Katwoude è un villaggio di circa 300 abitanti del sud-ovest dei Paesi Bassi, facente parte della provincia dell'Olanda Settentrionale (Noord-Holland) e situata nella regione del Waterland.  Dal punto di vista amministrativo, si tratta di ex-comune, dal 1991 inglobato nella nuova municipalità di Waterland: si trattava un tempo del più piccolo comune dei Paesi Bassi.

## Geografia fisica
Katwoude si trova a sud di Volendam ed Edam e a nord di Monnickendam.

## Origini del nome
Il toponimo Katwoude, attestato anticamente come Kadwoude (1310) e Catwoude (1318), è formato dal termine kat, che si ritrova in tanti altri toponimi e che può avere vari significati, e dal termine woude, che significa "bosco umido"

## Monumenti e luoghi d'interesse
Katwoude vanta un solo edificio classificato come rijksmonument.

### Architetture civili

#### Mulino "De Kathammer"
Unico edificio classificato come rijksmonument è  il mulino "De Kathammer", un mulino a vento, risalente al 1896.

## Società

### Evoluzione demografica
Middenbeester conta una popolazione pari a 305, in prevalenza (52,46%) costituita da persone di sesso maschile.

## Geografia antropica
Buurtschappen
- Achterdichting
- Zedde